# Drillbit Taylor
Drillbit Taylor is een Amerikaanse filmkomedie uit 2008 geregisseerd door Steven Brill. De film werd bij de Golden Trailer Awards dat jaar genomineerd voor het Gouden Vlies.

## Verhaal
Leerlingen Ryan (Troy Gentile), Wade (Nate Hartley) en Emmit Oosterhaus (David Dorfman) worden op school gepest. Ze zoeken een lijfwacht en kiezen de dakloze Drillbit Taylor (Owen Wilson) omdat deze het goedkoopst is. Taylor doet dit alleen om ze zo te kunnen beroven. Later bedenkt hij zich en zet hij zich volledig in om de kinderen op school te beschermen tegen de pestkoppen.

## Rolverdeling
- Owen Wilson - Drillbit Taylor
- Nate Hartley - Wade
- Troy Gentile - Ryan
- Ian Roberts - Jim
- Casey Boersma - Chuck
- Dylan Boersma - Nick
- Lisa Ann Walter - Dolores
- Beth Littleford - Barbara
- Lisa Lampanelli - Ronnies'moeder
- David Dorfman - Emmit
- Alex Frost - Filkins
- Josh Peck - Ronnie
- Leslie Mann - Lisa
- Danny McBride - Don
- Stephen Root - schooldirecteur Doppler
- Adam Baldwin - lijfwacht
- Chuck Liddell - Zichzelf